# آمبروز هارتول
آمبروز هارتول (انگلیسی: Ambrose Hartwell; ۲۸ ژوئن ۱۸۷۹ – ۱۹۴۰ (۶۰−۶۱ سال)) بازیکن فوتبال اهل بریتانیا بود.
از باشگاه‌هایی که در آن بازی کرده‌است می‌توان به باشگاه فوتبال برافورد پارک آونیو، باشگاه فوتبال کویینز پارک رنجرز، باشگاه فوتبال کیدرمینستر هاریرس، باشگاه فوتبال بیرمنگام سیتی، و باشگاه فوتبال شروزبری تاون اشاره کرد.